# Koldín
Koldín település Csehországban, az Ústí nad Orlicí-i járásban. Koldín Podlesí, Borovnice, Choceň, Sudslava, Skořenice, Seč és Nasavrky településekkel határos. Lakosainak száma 376 fő (2024. január 1.).

## Népesség
A település lakosságának változását az alábbi diagram mutatja:
| Lakosok száma | 606  | 596  | 545  | 416  | 340  | 346  | 349  | 362  | 365  | 376  |
|               | 1869 | 1900 | 1921 | 1961 | 1980 | 2011 | 2016 | 2019 | 2021 | 2024 |